# Chettouane Belaila
Chettouane Belaila est une commune de la wilaya de Sidi Bel Abbès en Algérie.

## Géographie

### Situation
| Hassi Zahana | Badredine El Mokrani | Tabia            |
| Ben Badis    | Chettouane Belaila   | Sidi Ali Benyoub |
| Ben Badis    | Moulay Slissen       | Sidi Ali Benyoub |